# Liste d'élections nationales en 2024
Chronologie des élections nationales
- 2020
- 2021
- 2022
- 2023
- 2024
- 2025
- 2026
- 2027
- 2028

Cette liste recense les élections nationales organisées durant l'année 2024. Elle inclut les élections présidentielles et parlementaires, ainsi que les référendums, dans les États souverains ou sécessionnistes,. Les élections européennes, bien que supranationales, y figurent également.
Les élections infra-nationales (territoriales, régionales, municipales,...) sont répertoriées dans la liste d'élections infranationales en 2024.

## Commentaires généraux
Quelque 3,7 milliards de personnes sont appelées à voter en 2024, un record,. À travers le monde, ces élections sont marquées par la propagation de la désinformation sur Internet, souvent sous la forme de théories du complot.

Carte du monde indiquant les pays organisant des élections ou des référendums nationaux :
Présidentielle
Législatives
Présidentielle et législatives
Référendum
Présidentielle, législatives et référendum

Des élections démocratiques produisent une alternance au pouvoir aux Îles Marshall (janvier), au Bhoutan (janvier), en Indonésie (février), au Portugal (mars), au Sénégal (mars et novembre), en Slovaquie (avril), aux Maldives (avril), au Panama (mai), en Macédoine du Nord (mai), au Royaume-Uni (juillet), au Sri Lanka (septembre et novembre), en Lituanie (octobre), au Botswana (octobre), aux États-Unis (novembre), à Maurice (novembre), au Somaliland (novembre), en Uruguay (novembre), en Islande (novembre) et au Ghana (décembre).
Aux États-Unis, où le président démocrate sortant Joe Biden renonce à se représenter, Donald Trump, candidat du Parti républicain, tenant d'une droite populiste complotiste et auteur d'une tentative de coup d'État en 2021, est élu président, tandis que son parti remporte la majorité absolue des sièges aux deux chambres du Congrès.
En France, les élections législatives anticipées en juin et juillet, marquées par une progression de la gauche mais aussi par une percée de l'extrême-droite, produisent un parlement sans majorité et une situation de blocage politique, aucune formation ne pouvant disposer de la confiance de l'Assemblée nationale.
Au Royaume-Uni, les conservateurs subissent une des pires défaites de leur histoire aux élections législatives en juillet, après quatorze ans au pouvoir, une série de scandales et un contexte économique morose. Keir Starmer, à la tête du Parti travailliste, devient Premier ministre.
En Inde, lors des élections législatives d'avril à juin, le Bharatiya Janata Party (droite nationaliste hindoue, national-conservatrice, néolibérale et populiste) du Premier ministre Narendra Modi perd sa majorité absolue des sièges mais demeure de loin la principale force au Lok Sabha et dispose d'une majorité absolue avec ses alliés, ce qui permet à Narendra Modi d'entamer un troisième mandat à la tête du pays. En Afrique du Sud, les élections législatives en mai marquent un recul historique du parti Congrès national africain, qui échoue pour la première fois à obtenir une majorité absolue des sièges à l'Assemblée nationale. Le président Cyril Ramaphosa est contraint de former un large gouvernement de coalition intégrant notamment le principal parti de l'opposition sortante, l'Alliance démocrate. Au Botswana, le Parti démocrate (droite sociale), au pouvoir depuis l'indépendance du pays en 1966, subit une défaite historique aux élections d'octobre, perdant la plupart de ses sièges au Parlement ; Duma Boko devient président de la République, porté par la Coalition pour un changement démocratique (centre-gauche social-démocrate).
Des régimes de droite autoritaire se maintiennent au pouvoir par des élections entachées de répression, de fraudes ou d'entorses au droit au Salvador (février), en Azerbaïdjan (février et septembre), en Biélorussie (février), en Iran (mars), en Russie (mars), au Togo (avril), au Tchad (mai), au Rwanda (juillet), en Syrie (juillet), en Algérie (septembre), en Tunisie (octobre), en Géorgie (octobre), et en Ouzbékistan (octobre). C'est le cas également de régimes autoritaires de gauche au Venezuela (juillet) et au Mozambique (octobre). Aux Kiribati, où l'échelle politique droite-gauche n'existe pas, le président autoritaire Taneti Maamau se maintient au pouvoir à l'élection présidentielle en octobre en empêchant toute candidature d'opposition.

## Par mois

### Janvier
| Date       | Pays          | Élections      | Contexte | Résultats |
| ---------- | ------------- | -------------- | --- | --- |
| 2 janvier  | Îles Marshall | Présidentielle | Scrutin indirect | Hilda Heine, ancienne présidente et candidate de l'opposition, est élue avec 51,52 % des voix par la Législature face au président sortant David Kabua. |
| 7 janvier  | Bangladesh    | Législatives   | Le Parti nationaliste du Bangladesh, principal parti de l'opposition, boycotte le scrutin en signe de protestation contre la répression massive dont il est l'objet. | La Ligue Awami (autoritaire, troisième voie) remporte plus des trois quarts des sièges, en raison du boycott des principaux partis d'opposition et malgré un taux de participation en forte baisse. Le scrutin amène à la reconduction de la Première ministre Sheikh Hasina pour un quatrième mandat consécutif depuis 2009. Une révolte éclate en juillet, aboutissant à la démission et à la fuite de la Première ministre. |
| 9 janvier  | Bhoutan       | Législatives   | 2d tour | Alternance. Le Parti démocratique populaire (centre gauche) remporte près des deux tiers des sièges face au Parti tendrel du Bhoutan (centre). Tshering Tobgay devient Premier ministre. |
| 13 janvier | Taïwan        | Présidentielle | Ayant exercé deux mandats, la présidente sortante Tsai Ing-wen (Parti progressiste-démocrate) ne peut se représenter.                                                | Le vice-président sortant Lai Ching-te, dit également William Lai (Parti démocrate progressiste, DPP : centre-gauche social-libéral et indépendantiste) est élu président de la république avec 40,05 % des voix face à ses deux adversaires. |
| 13 janvier | Taïwan        | Législatives   | | Les élections législatives produisent un parlement sans majorité. Le DPP perd sa majorité absolue des sièges et, bien que premier en termes de voix, obtient un siège de moins que le Kuomintang (droite conservatrice), le Parti populaire taïwanais (centre-gauche social-libéral) privant de majorité ces deux formations historiques.                                                                                      |
| 14 janvier | Comores       | Présidentielle | Le président sortant Azali Assoumani est candidat à un troisième mandat consécutif après avoir fait modifier la Constitution par référendum en 2018.                 | Azali Assoumani (Convention pour le renouveau des Comores) est réélu au premier tour avec 57,0 % des suffrages pour un troisième mandat dans un scrutin marqué par de nombreuses irrégularités dans les résultats. |
| 21 janvier | Liechtenstein | Référendum     | | Le « non » l'emporte largement pour les trois questions soumises au vote. |
| 25 janvier | Népal         | Sénatoriales   | Scrutin indirect. | La coalition au pouvoir — composé principalement du Congrès népalais, Parti communiste unifié du Népal (maoïste), Parti communiste du Népal (socialiste unifié) et du Parti socialiste populaire — remporte le scrutin, au détriment du Parti communiste du Népal (marxiste-léniniste unifié). |
| 26 janvier | Tuvalu        | Législatives   | Il n'y a pas de partis politiques aux Tuvalu, démocratie non partisane                                                                                               | Le Premier ministre Kausea Natano est battu dans sa circonscription, et ne peut donc prétendre à un second mandat à la tête du gouvernement. Soutenu par la majorité sortante, Feleti Teo devient Premier ministre. |
| 28 janvier | Finlande      | Présidentielle | 1er tour. | Alexander Stubb du Parti de la coalition nationale (droite, libéral-conservateur) arrive en tête du premier tour avec 27,2 % des voix. Il affrontera le candidat de la Ligue verte Pekka Haavisto (écologiste, centre gauche), arrivé deuxième avec 25,8 %, lors d'un second tour organisé le 11 février. |

### Février

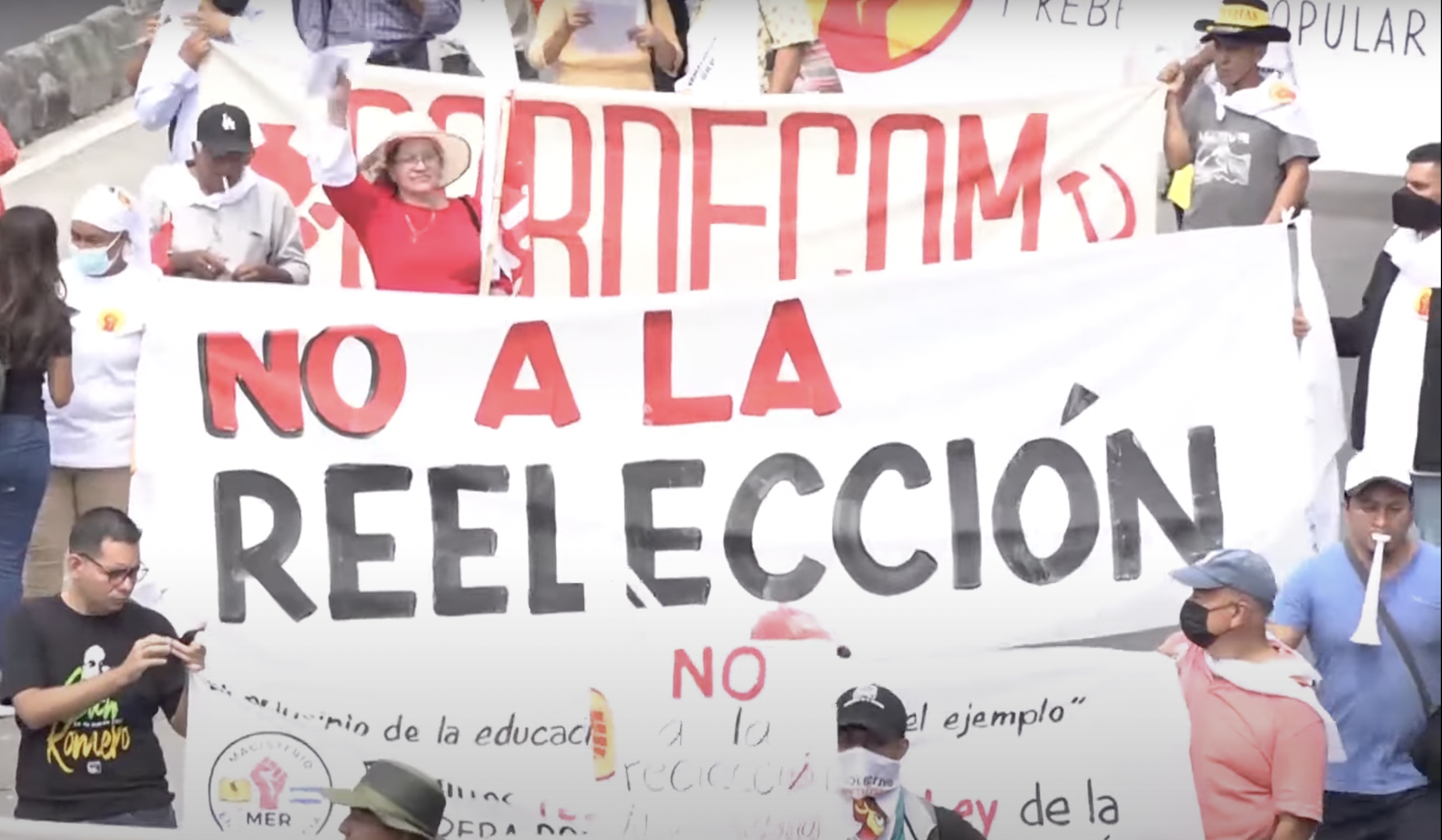
Manifestation d'opposition à la candidature anticonstitutionnelle de Nayib Bukele à l'élection présidentielle salvadorienne en février.
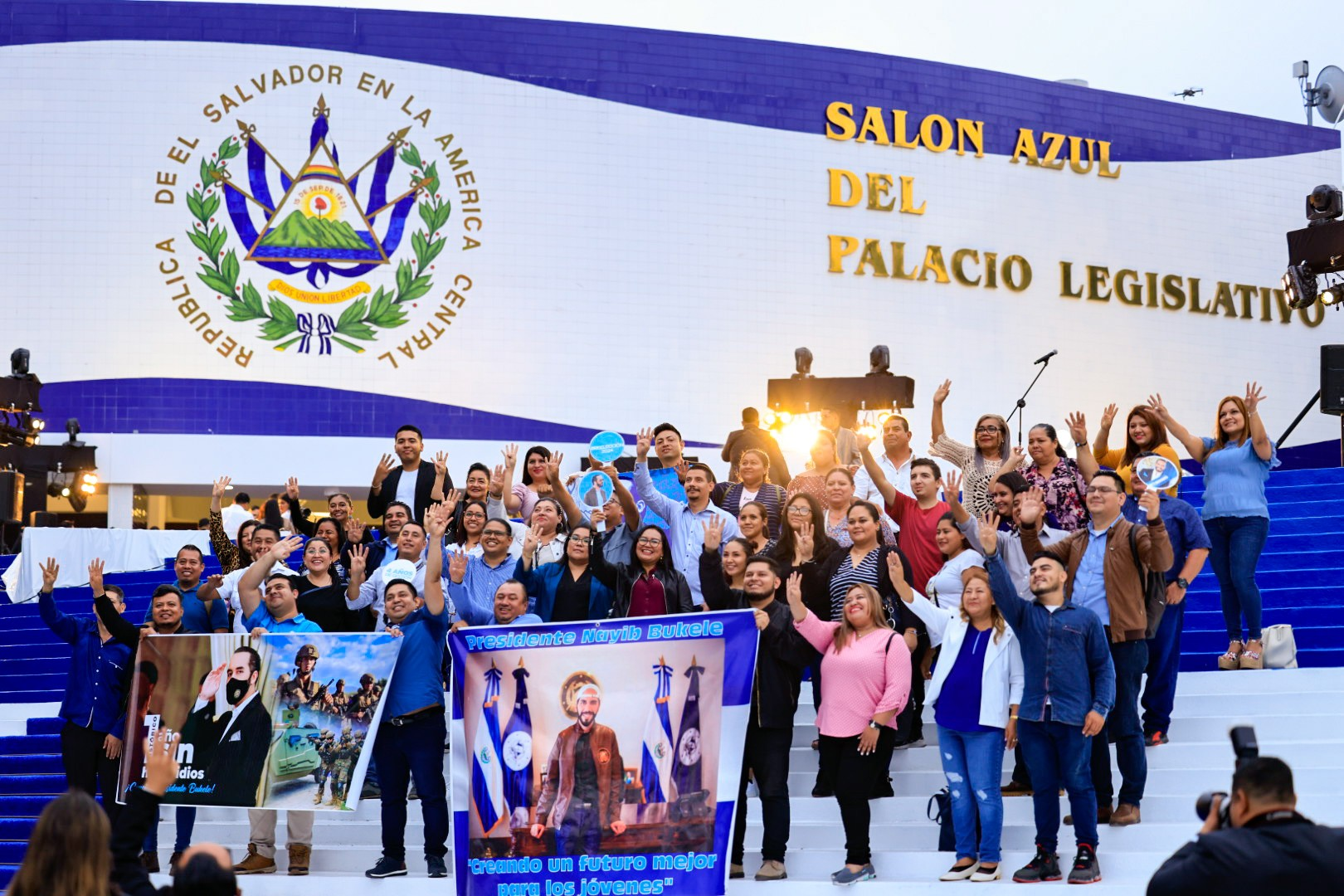
Rassemblement de soutien au même Nayib Bukele.

| Date       | Pays          | Élections      | Contexte | Résultats |
| ---------- | ------------- | -------------- | --- | --- |
| 4 février  | Salvador      | Présidentielle | Un président sortant n'a constitutionnellement pas le droit de se représenter, mais le président Nayib Bukele a renouvelé la composition de la Cour suprême et celle-ci a autorisé sa candidature. | Le président sortant Nayib Bukele (Nouvelles Idées : conservateur, libéral en économie, populiste, parti attrape-tout dédié à la personne du président) est déclaré réélu dès le premier tour avec 84,65 % des voix face aux cinq autres candidats. |
| 4 février  | Salvador      | Législatives   | | Le parti Nouvelles idées du président Bukele remporte la quasi totalité des sièges à l'Assemblée législative. |
| 7 février  | Azerbaïdjan   | Présidentielle | Scrutin anticipé. L'Azerbaïdjan est un régime autoritaire. L'OSCE ne considère pas cette élection comme démocratique.                                                                              | Ilham Aliyev (Parti du nouvel Azerbaïdjan : centre-droit autoritaire, attrape-tout, laïc), qui dirige le pays depuis 2003, est réélu dès le premier tour avec 92,1 % des voix face à six autres candidats, avec un taux de participation de 76,7 %. Zahid Oruj (droite indépendant) arrive deuxième avec 2,2 % des suffrages. |
| 8 février  | Pakistan      | Législatives   | | Parlement sans majorité. Les candidats du Mouvement du Pakistan pour la justice (droite populiste et islamiste, attrape-tout), contraints par la commission électorale de se présenter en indépendant, obtiennent la majorité relative avec près d'un tiers des sièges, devant la Ligue musulmane du Pakistan (N) (centre-droit conservateur musulman, libéral en économie) du Premier ministre sortant Shehbaz Sharif. Shehbaz Sharif redevient Premier ministre, son parti formant un gouvernement minoritaire avec le soutien sans participation du Parti du peuple pakistanais (centre-gauche social-démocrate et progressiste). |
| 11 février | Finlande      | Présidentielle | 2e tour. Le président sortant Sauli Niinistö (Parti de la coalition nationale) n'est pas rééligible, la Constitution limitant à deux le nombre de mandats consécutifs.                             | Alexander Stubb (Parti de la coalition nationale : droite libéral-conservatrice) est élu avec 51,6 % des voix face à Pekka Haavisto (Ligue verte : centre-gauche écologiste ; 48,4 %). |
| 14 février | Indonésie     | Présidentielle | Le président sortant Joko Widodo (PDIP : centre-gauche social-libéral) n'est pas éligible pour un troisième mandat en raison des limites de mandat fixées par la Constitution.                     | Alternance. Prabowo Subianto (Gerindra : droite nationale-conservatrice et populiste) est élu président dès le premier tour avec 56,8 % des voix face aux deux autres candidats. Le candidat du PDIP (centre gauche), Ganjar Pranowo, termine dernier avec 17,1 % des voix, le président Widodo ayant publiquement soutenu Prabowo Subianto à la surprise générale. |
| 14 février | Indonésie     | Législatives   | | Parlement sans majorité. Le PDIP en légère baisse reste le premier parti avec moins d'un quart des sièges, suivi de près par le Golkar (centre-droit conservateur). |
| 25 février | Biélorussie   | Législatives   | Toute opposition réelle étant réprimée, la Biélorussie n'est généralement pas considérée comme une démocratie.                                                                                     | Le parti du gouvernement, Belaïa Rous' (attrape-tout, autoritaire) remporte un peu moins de la moitié des sièges, les autres revenant toutefois à des partis et candidats affiliés au pouvoir. |
| 25 février | Cambodge      | Sénatoriales   | 2 membres sont nommés par le roi, 2 autres par l'assemblée nationale. Les autres sont élus au scrutin indirect par les conseillers municipaux.                                                     | Dans un contexte de régime autoritaire, le Parti du peuple cambodgien au pouvoir remporte sans surprise la quasi totalité des sièges. |
| 25 février | Liechtenstein | Référendum     | Porte sur l'élection au scrutin direct des membres du gouvernement. | Le « non » l'emporte largement. |
| 26 février | Hongrie       | Présidentielle | Élection anticipée. Scrutin indirect par les membres de l'Assemblée nationale. | Comme attendu, Tamás Sulyok (indépendant) l'emporte dès le premier tour de scrutin, la coalition Fidesz–KDNP détenant à elle seule la majorité des deux tiers nécessaire. |

### Mars
| Date       | Pays      | Élections                                     | Contexte | Résultats |
| ---------- | --------- | --------------------------------------------- | --- | --- |
| 1er mars   | Iran      | Législatives Élections des experts            | 1er tour. L'Iran est classé parmi les quinze pays les moins démocratiques au monde sur l'indice de démocratie. Freedom House considère également le pays comme une dictature, notamment car le Conseil des gardiens disqualifie les candidats d'opposition, et car les forces de sécurité intérieure sous le contrôle du chef suprême non-élu l'ayatollah Ali Khamenei répriment toute dissension. Pour ces élections, le Conseil des gardiens refuse la quasi-totalité des candidatures de réformistes, permettant simplement à des conservateurs modérés de se présenter dans certaines circonscriptions contre les candidats ultra-conservateurs. | Plus des deux tiers des sièges sont pourvus au premier tour, avant un second tour le 10 mai. |
| 3 mars     | Suisse    | Référendums                                   | Deux projets sont soumis à la votation. | L'initiative populaire pour une 13e rente AVS est largement approuvée tandis que la seconde initiative est largement rejetée. |
| 8 mars     | Irlande   | Référendum constitutionnel                    | Porte sur deux amendements constitutionnels dont le retrait d'un article mentionnant le « rôle de la femme dans le foyer ». Les amendements sont soutenus par tous les principaux partis. | Le « non » l'emporte largement (67,7 % et 73,9 %) pour les deux amendements constitutionnels soumis au vote. |
| 9 mars     | Pakistan  | Présidentielle                                | Scrutin indirect. | Le président sortant Arif Alvi n'est pas candidat à sa réélection. Auparavant président de 2008 à 2013, Asif Ali Zardari est élu pour un second mandat. |
| 10 mars    | Portugal  | Législatives                                  | Élections anticipées à la suite de la démission d'António Costa, mis en cause dans une affaire de corruption. | Parlement sans majorité. L'Alliance démocratique (centre-droit chrétien conservateur) arrive en tête avec un tiers des sièges, à quasi-égalité avec le Parti socialiste (centre-gauche social-libéral et progressiste). L'extrême-droite, traditionnellement absente du jeu politique portugais depuis la fin de la dictature de Salazar en 1974, réalise une percée sous la forme du parti Chega (national-conservateur, populiste, libéral en économie), qui arrive troisième. Luís Montenegro du PPD/PSD (centre-droit, chrétien-démocrate) devient Premier ministre en formant un gouvernement minoritaire. |
| 15-17 mars | Russie    | Présidentielle                                | L'élection est prévue alors que se poursuit la guerre russo-ukrainienne, et « se déroulera également dans les régions ukrainiennes occupées par la Russie ». La Constitution interdisait au président de briguer un troisième mandat consécutif, mais le gouvernement l'a faite amender, permettant ainsi à Vladimir Poutine d'être à nouveau candidat. « La quasi-totalité des opposants d’envergure, à l’exemple du militant anticorruption Alexeï Navalny, ont été jetés en prison ou poussés à l’exil ». La Russie est classée comme un « régime autoritaire » sur l'indice de démocratie, et Freedom House considère que le gouvernement contrôle de fait le pouvoir judiciaire, les médias et le parlement, « manipule les élections et réprime toute opposition réelle ». | Sans surprise, Vladimir Poutine (Russie unie : droite nationaliste, autoritaire, conservatrice et populiste) est déclaré réélu dès le premier tour avec 88,5 % des voix face à trois autres candidats dont notamment Nikolaï Kharitonov (Parti communiste : nationaliste, conservateur, léniniste ; 4,4 %). |
| 23 mars    | Slovaquie | Présidentielle                                | La présidente Zuzana Čaputová n'est pas candidate à sa réélection pour un second mandat. | Ivan Korčok (Indépendant) arrive en tête du premier tour avec 42,4 % des voix. Il affrontera le candidat du HLAS-SD Peter Pellegrini (social-démocratie, attrape-tout), arrivé deuxième avec 37,1 %, lors d'un second tour organisé le 6 avril. |
| 24 mars    | Sénégal   | Présidentielle                                | Le président Macky Sall (Alliance pour la République : centriste, libéral) n'est pas candidat à un troisième mandat. | Alternance. Bassirou Diomaye Faye (PASTEF : gauche populiste, souverainiste, altermondialiste et écologiste) est élu dès le premier tour avec 54,3 % des voix face aux dix-huit autres candidats dont notamment Amadou Ba (Alliance pour la République ; 35,8 %). |
| 27 mars    | Malte     | Présidentielle                                | Suffrage indirect. | Soutenue par le Parti travailliste au pouvoir ainsi que par le Parti nationaliste, seul parti d'opposition, Myriam Spiteri Debono est élue à l'unanimité des voix. |
| 28-29 mars | Tunisie   | Conseil national des régions et des districts | Scrutin indirect. | Tous les membres élus sont indépendants. |

### Avril
| Date     | Pays                             | Élections                  | Contexte | Résultats |
| -------- | -------------------------------- | -------------------------- | --- | --- |
| 3 avril  | Pakistan                         | Sénatoriales               | Scrutin indirect. Renouvellement par moitié. | |
| 4 avril  | Koweït                           | Législatives               | Scrutin anticipé. Il n'y a pas de partis politiques au Koweït, mais des groupements informels. | Les élus d'opposition au gouvernement du Premier ministre Muhammad al-Sabah demeurent majoritaires à l'assemblée. En raison des désaccords qui s'ensuivent, l'émir Mechaal al-Sabah dissout l'assemblée avant que ne puisse se tenir sa première séance. |
| 6 avril  | Slovaquie                        | Présidentielle             | 2e tour. | Peter Pellegrini (HLAS-SD : social-démocrate et conservateur, attrape-tout) est élu avec 53,1 % des voix face à Ivan Korčok (centriste libéral indépendant). |
| 10 avril | Corée du Sud                     | Législatives               | | Le Parti démocrate (centriste, social-libéral) accroît légèrement sa majorité absolue des sièges. Le résultat est considéré comme un désaveu envers le parti Pouvoir au peuple (droite conservatrice), parti du président de la république Yoon Seok-youl. |
| 17 avril | Croatie                          | Législatives               | | Parlement sans majorité. L'Union démocratique (droite national-conservatrice et chrétienne, pro-européenne) du Premier ministre Andrej Plenković recule mais demeure la première force au Parlement avec quelque 40 % des sièges. Le 17 mai, Plenković forme un gouvernement de coalition avec le Mouvement patriotique (DP).                                                                                       |
| 17 avril | Îles Salomon                     | Législatives               | | Parlement sans majorité. Le PPUR (chrétien conservateur, nationaliste) du Premier ministre Manasseh Sogavare obtient la majorité relative avec moins d'un tiers des sièges. Face à ce résultat décevant, le PPUR se dote d'un nouveau chef, Jeremiah Manele, qui forge une coalition majoritaire avec deux autres partis ainsi qu'avec des députés élus indépendants, et est élu Premier ministre par le Parlement. |
| 21 avril | Maldives                         | Législatives               | | Alternance. Le Congrès national populaire (droite islamiste et populiste) du président de la république Mohamed Muizzu remporte plus des deux tiers des sièges. Le Parti démocrate (centre-droit libéral-conservateur et laïque), majoritaire au Parlement durant la législature sortante, perd plus des trois quarts de ses élus.                                                                                  |
| 21 avril | Équateur                         | Référendum constitutionnel | Les citoyens sont appelés à se prononcer sur onze propositions de mesures sécuritaires dans le cadre du conflit armé entre le gouvernement et des groupes criminels armés liés au trafic de drogue.                                                                                                   | Neuf des onze mesures sont approuvées, dont notamment le déploiement de l'armée en soutien aux opérations de police, proposition approuvée par 72,7 % des votants. |
| 24 avril | Macédoine du Nord                | Présidentielle             | 1er tour | Gordana Siljanovska-Davkova, candidate du parti d'opposition VMRO-DPMNE (droite conservatrice et libérale) arrive nettement en tête avec 41 % des voix. Elle devance nettement le président sortant Stevo Pendarovski, candidat de la SDSM (gauche sociale-démocrate), qui recueille 20 % des suffrages. |
| 29 avril | Togo                             | Législatives               | Le Togo, régime autoritaire selon l'indice de démocratie, n'est généralement pas considéré comme une démocratie. Le gouvernement se maintient au pouvoir de scrutin en scrutin par la répression de l'opposition, l'opacité du décompte des voix et la modification de la Constitution à son profit,. | L'Union pour la République (droite), le parti au pouvoir, remporte la quasi totalité des sièges. |
| 29 avril | République démocratique du Congo | Sénatoriales               | Élections indirectes par les membres des assemblées provinciales. Elles font suite aux élections provinciales de décembre 2023. | L'Union sacrée de la nation (USN) menée par l'Union pour la démocratie et le progrès social (UDPS) du président Félix Tshisekedi remporte une large majorité au Sénat. |

### Mai
| Date   | Pays                   | Élections                  | Contexte | Résultats |
| ------ | ---------------------- | -------------------------- | --- | --- |
| 5 mai  | Panama                 | Présidentielle             | La Constitution ne permettant pas d'exercer deux mandats consécutifs, le président Laurentino Cortizo (Parti révolutionnaire démocratique : centriste, populiste, chrétien-démocrate et social-démocrate) n'est pas candidat à sa réélection.                                                       | Alternance. José Raúl Mulino (parti Réalisant les objectifs : droite populiste, conservatrice, libérale en économie) est élu président de la république avec 34,4 % des voix face à sept autres candidats dont notamment Ricardo Lombana (Mouvement d'une autre voie : attrape-tout, 24,8 %). Le parti « Réalisant les objectifs » est centré sur la personnalité de Ricardo Martinelli, inéligible car condamné à dix ans de prison pour blanchiment d'argent et ayant fui le pays pour échapper à la prison. |
| 5 mai  | Panama                 | Législatives               | | Les élections législatives produisent une assemblée sans majorité, où « Réalisant les objectifs » et le Parti révolutionnaire démocratique disposent chacun de près d'un cinquième des sièges. |
| 6 mai  | Tchad                  | Présidentielle             | L'élection doit mettre fin au régime militaire de transition en place depuis trois ans. L'une des principales figures de l'opposition, Yaya Dillo Djérou, est tué par l'armée en février, et les autres principaux opposants se voient interdits par le régime militaire de participer au scrutin.  | Sans surprise, le candidat de la junte et chef d'État en poste, Mahamat Idriss Déby (Mouvement patriotique du salut : attrape-tout, parti du pouvoir sans idéologie particulière) est déclaré élu dès le premier tour avec 61,0 % des voix face notamment à son Premier ministre Succès Masra (18,5 %). |
| 8 mai  | Macédoine du Nord      | Présidentielle             | 2e tour de l'élection présidentielle. Depuis le 28 janvier, la Macédoine du Nord est dirigée par un gouvernement de transition présidé par Talat Xhaferi (Union démocratique pour l'intégration : parti ethnique albanais de centre-droit), premier Albanais à assumer la présidence de l'exécutif. | Alternance. Gordana Siljanovska-Davkova (VMRO-DPMNE : droite chrétienne conservatrice) est élue présidente de la république avec 68,9 % des voix face au président sortant Stevo Pendarovski (Union sociale-démocrate : centre-gauche). |
| 8 mai  | Macédoine du Nord      | Législatives               | 2e tour de l'élection présidentielle. Depuis le 28 janvier, la Macédoine du Nord est dirigée par un gouvernement de transition présidé par Talat Xhaferi (Union démocratique pour l'intégration : parti ethnique albanais de centre-droit), premier Albanais à assumer la présidence de l'exécutif. | Les élections législatives produisent toutefois une assemblée sans majorité, où le VMRO-DPMNE obtient un peu moins de la moitié des sièges. |
| 10 mai | Iran                   | Législatives               | 2d tour, pour les sièges non pourvus au 1er tour en mars. | Les candidats les plus à droite parmi les conservateurs remportent quelque 80 % des sièges. |
| 12 mai | Lituanie               | Présidentielle             | 1er tour de la présidentielle. | Le président sortant Gitanas Nausėda (indépendant) arrive largement en tête avec 44, 3 % des voix. Il affronte la Première ministre Ingrida Šimonytė (TS-LKD : centre-droit conservateur), arrivée deuxième avec 20 %, lors d'un second tour le 26 mai. |
| 12 mai | Lituanie               | Référendum constitutionnel | | Les citoyens approuvent à 74,2 % l'autorisation de la double nationalité. Avec un taux de participation de 59,1 %, cela n'équivaut toutefois qu'à 42,9 % des inscrits votant « oui », ce qui signifie que la proposition n'est pas validée. |
| 19 mai | République dominicaine | Présidentielle             | | Luis Abinader (Parti révolutionnaire moderne : centriste, social-libéral) est réélu président dès le premier tour avec 57,5 % des voix face à huit autres candidats dont notamment Leonel Fernández (Force du peuple : gauche social-démocrate et progressiste, 28,8 %). |
| 19 mai | République dominicaine | Parlementaires             | | Le PRM remporte une majorité absolue des sièges dans les deux chambres du Congrès. |
| 22 mai | Viêt Nam               | Présidentielle             | Suffrage indirect. Scrutin anticipé. | Seul candidat en lice au sein d'un régime à parti unique, le général Tô Lâm est élu à l'unanimité des voix. |
| 26 mai | Lituanie               | Présidentielle             | 2d tour | Le président indépendant sortant Gitanas Nausėda, soutenu par des partis de centre-gauche, est réélu avec 75,6 % des voix face à la Première ministre Ingrida Šimonytė (TS-LKD : centre-droit conservateur). |
| 29 mai | Vanuatu                | Référendum                 | Les citoyens sont appelés à se prononcer sur un projet de formalisation des partis politiques. | Les citoyens approuvent à 59,3 % la proposition qu'un député quittant son parti perde son siège, et à 58,0 % la proposition qu'un député élu indépendant doive se joindre à un parti ou perdre son siège. |
| 29 mai | Madagascar             | Législatives               | | La coalition Nous tous, ensemble avec Andry Rajoelina, du président de la république, conserve de peu sa majorité absolue des sièges. |
| 29 mai | Afrique du Sud         | Législatives               | | Parlement sans majorité. Pour la première fois de son histoire, le Congrès national africain (centre-gauche social-démocrate) n'obtient pas la majorité absolue des sièges. Avec quelque 40 % des sièges, il devance toutefois nettement son principal adversaire, l'Alliance démocrate (centriste, social-libéral). Cyril Ramaphosa (Congrès national africain) demeure président de la république, formant un gouvernement de coalition avec l'Alliance démocrate, le parti Inkatha de la liberté (droite conservatrice zouloue, libérale en économie) et l'Alliance patriotique (droite radicale conservatrice et anti-immigration, se voulant le parti de la minorité dite coloured). |

### Juin

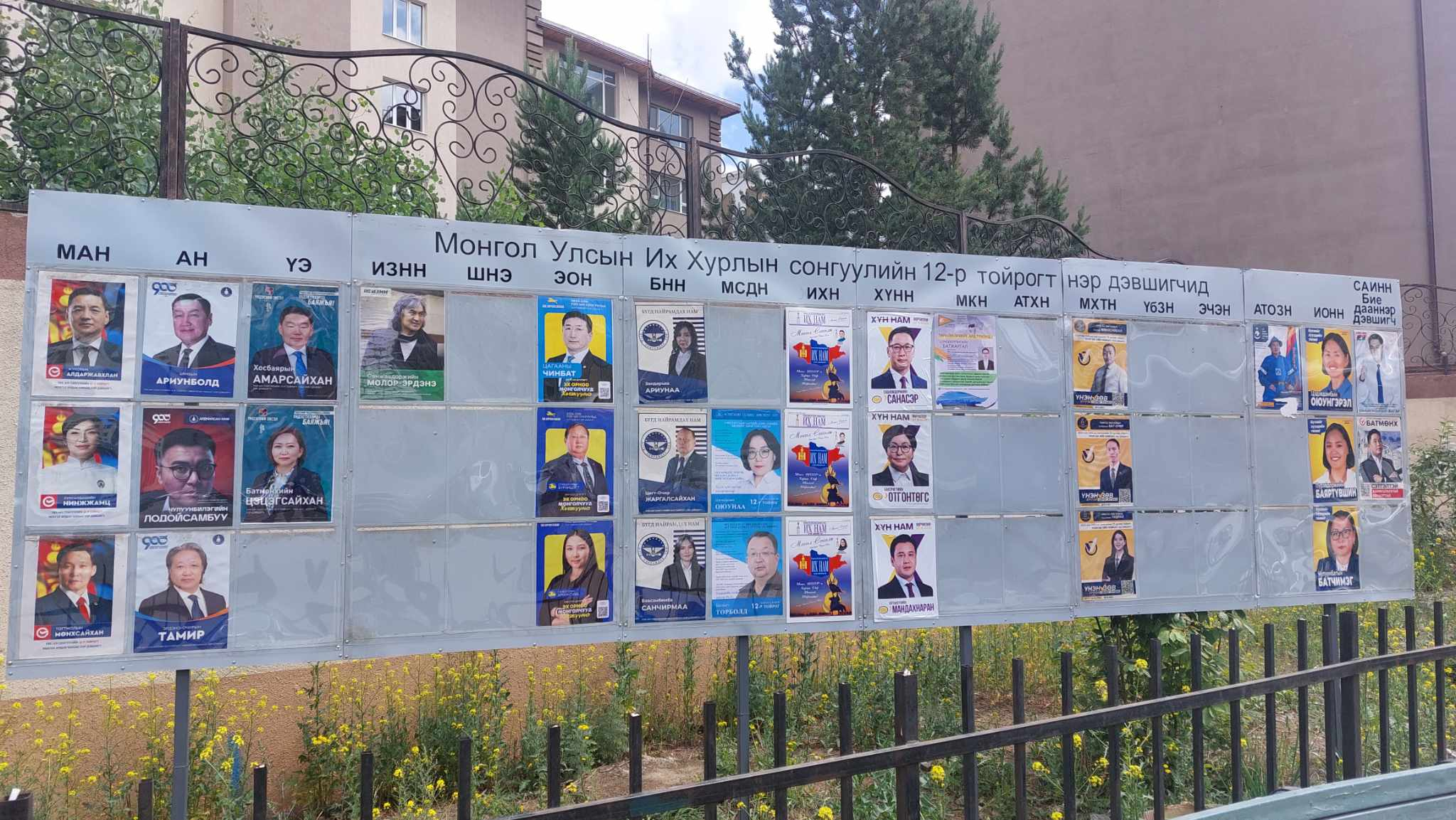
Affiches électorales pour les élections législatives en Mongolie.

| Date                 | Pays             | Élections                 | Contexte | Résultats |
| -------------------- | ---------------- | ------------------------- | --- | --- |
| 19 avril au 1er juin | Inde             | Législatives              | | Parlement sans majorité. Le Bharatiya Janata Party (droite nationaliste hindoue, national-conservatrice, néolibérale et populiste) du Premier ministre Narendra Modi perd sa majorité absolue des sièges mais demeure de loin la principale force au Lok Sabha et dispose d'une majorité absolue avec ses alliés, notamment le Telugu Desam Party (en) (centre-droit régionaliste, libéralisme économique, populiste) et le Janata Dal (Uni) (centriste, populiste). Formant une coalition majoritaire avec ses alliés, Narendra Modi demeure Premier ministre pour un troisième mandat. |
| 1er juin             | Islande          | Présidentielle            | Bien qu'éligible, le président sortant Guðni Th. Jóhannesson (indépendant) n'est pas candidat à sa réélection. | Halla Tómasdóttir, candidate indépendante, est élue avec 34,2 % des voix face aux onze autres candidats dont notamment l'ancienne Première ministre Katrín Jakobsdóttir (Mouvement des verts et de gauche : centre-gauche progressiste et social-écologiste, 25,2 %). |
| 2 juin               | Mexique          | Présidentielle            | Un président ne pouvant exercer qu'un seul mandat, le président sortant Andrés Manuel López Obrador (MORENA) n'est pas rééligible. | Claudia Sheinbaum (MORENA : gauche) est élue présidente de la république avec 58,6 % des voix face aux deux autres candidats dont notamment Xóchitl Gálvez (Parti action nationale : droite conservatrice, libérale en économie ; 28,4 %). |
| 2 juin               | Mexique          | Législatives Sénatoriales | | Le parti MORENA et ses alliés remportent une large majorité absolue des sièges aux deux chambres du Congrès. |
| 9 juin               | Saint-Marin      | Législatives              | | Parlement sans majorité. Le Parti démocrate-chrétien (centre-droit) et ses alliés y accroissent leur majorité relative. |
| 9 juin               | Belgique         | Législatives              | Concomitamment aux élections régionales, communautaires et européennes | Chambre sans majorité. La Nouvelle Alliance flamande (droite régionaliste, conservatrice, libérale en économie) y conserve la majorité relative avec un sixième des sièges. Le 3 février 2025, le nationaliste flamand Bart De Wever (N-VA) devient Premier ministre à la tête d'un gouvernement de coalition dite « Arizona ». |
| 9 juin               | Bulgarie         | Législatives              | Élections anticipées. Sixièmes élections législatives en quatre ans, en raison de coalitions instables. | Parlement sans majorité. L'alliance GERB-SDS (centre-droit conservateur) conserve la majorité relative avec plus d'un quart des sièges. La coalition PP-DB (centre-droit social-libéral) du Premier ministre démissionnaire Nikolaï Denkov recule très nettement. Ces résultats n'ayant pas permis la formation d'un gouvernement, de nouvelles élections se tiennent en octobre. |
| 9 juin               | Slovénie         | Référendum                | Sont soumises au vote la légalisation du droit à l'euthanasie, l'utilisation du vote préférentiel lors des élections législatives, la légalisation du cannabis à usage médical et celle de son utilisation à but récréatif. Le référendum est cependant consultatif. | L'ensemble des propositions sont approuvées par les électeurs, ce qui conduit le gouvernement à annoncer la préparation de projets de lois pour leur mise en œuvre. |
| 9 juin               | Suisse           | Référendums               | Un ou plusieurs référendums sont soumis à la votation. | Les trois initiatives populaires soumises au vote sont largement rejetées. La modification de la loi sur l'énergie et de la loi sur l'approvisionnement en électricité est cependant approuvée par 68,7 % des votants. |
| 6 au 9 juin          | Union européenne | Législatives              | Élections supranationales dans vingt-sept pays pour élire le Parlement européen. | Parlement sans majorité. Le groupe du Parti populaire européen (droite conservatrice, libérale en économie) demeure la première force au Parlement européen avec un quart des sièges. |
| 14 juin              | Afrique du Sud   | Présidentielle            | Scrutin indirect. | Cyril Ramaphosa est réélu avec 86 % des voix face à Julius Malema. |
| 16 juin              | Liechtenstein    | Référendum                | Les citoyens sont invités à se prononcer sur une proposition de financement public du nouvel hôpital public de Vaduz. | La proposition est approuvée par 53,7 % des votants. |
| 26 juin              | Thaïlande        | Sénatoriales              | Scrutin indirect. | Tous les membres élus sont indépendants. |
| 28 juin              | Mongolie         | Législatives              | | Le Parti populaire (centre-gauche) conserve une courte majorité absolue des sièges. Luvsannamsrai Oyun-Erdene demeure Premier ministre. |
| 28 juin              | Iran             | Présidentielle            | 1er tour. Élection anticipée faisant suite au décès du président Ebrahim Raïssi dans un accident d'hélicoptère. Le Conseil des Gardiens autorise les candidatures de cinq conservateurs et d'un réformiste.                                                          | Aucun candidat n'ayant obtenu la majorité absolue, un second tour est organisé le 5 juillet entre Massoud Pezeshkian et Saïd Jalili. |
| 29 juin              | Mauritanie       | Présidentielle            | | Le président Mohamed Ould Ghazouani (Parti de l'équité : centre-droit) est réélu dès le premier tour avec 56,1 % des voix face aux six autres candidats dont notamment le militant anti-esclavagiste Biram Dah Abeid (22,1 %). |
| 30 juin              | France           | Législatives              | 1er tour. Élections anticipées. | Le Rassemblement national (extrême droite et eurosceptique) arrive en tête des suffrages suivi de la large coalition de gauche du Nouveau Front populaire, dans un premier tour de scrutin marqué par une forte hausse de la participation. Le second tour prévu le 7 juillet voit un nombre record de triangulaires. |

### Juillet
| Date       | Pays        | Élections      | Contexte | Résultats |
| ---------- | ----------- | -------------- | --- | --- |
| 4 juillet  | Royaume-Uni | Législatives   | | Alternance. Le Parti conservateur (centre-droit libéral-conservateur) du Premier ministre sortant Rishi Sunak subit le pire résultat de son histoire. Le Parti travailliste (centre-gauche social-démocrate et progressiste) remporte une large majorité des sièges ; son chef Keir Starmer devient Premier ministre. |
| 5 juillet  | Iran        | Présidentielle | 2d tour | Alternance. Massoud Pezeshkian (centre-droit réformiste) bénéficie de la mobilisation d'abstentionnistes du premier tour et est élu président avec 54,8 % des voix face à Saïd Jalili (principliste ultra-conservateur). Ce dernier était le candidat soutenu par le guide suprême Ali Khamenei. Outre les pouvoirs exécutifs du guide, le président Pezeshkian devra composer avec un parlement acquis aux ultra-conservateurs, seuls autorisés à prendre part aux élections législatives en mars 2024. |
| 7 juillet  | France      | Législatives   | Élections anticipées (2d tour) | Assemblée sans majorité. La large alliance de gauche réunie au sein du Nouveau Front populaire crée la surprise en obtenant la majorité relative des sièges. La coalition Ensemble pour la République (centriste social-libéral, attrape-tout) du président de la République Emmanuel Macron subit une défaite avec la perte de 94 sièges. En tête des suffrages, le Rassemblement national (extrême droite et eurosceptique) et ses alliés ne terminent qu'en troisième position au nombre de sièges. Deux mois après le scrutin et de longues consultations, Michel Barnier (Les Républicains) est nommé Premier ministre. |
| 15 juillet | Rwanda      | Présidentielle | Le Rwanda est généralement considéré comme une dictature et un État policier, réprimant la liberté d'expression. À l'exception du Parti vert démocratique, tous les partis politiques sont affiliés au gouvernement, et ne présentent qu'une opposition de façade. La durée du mandat présidentiel, à compter de cette élection, est de cinq ans et non plus sept.                                                     | Au pouvoir depuis 1994, Paul Kagame (Front patriotique rwandais : attrape-tout, autoritaire) est déclaré réélu avec 99,2 % des voix face aux deux seuls autres candidats autorisés. |
| 15 juillet | Rwanda      | Législatives   | Le Rwanda est généralement considéré comme une dictature et un État policier, réprimant la liberté d'expression. À l'exception du Parti vert démocratique, tous les partis politiques sont affiliés au gouvernement, et ne présentent qu'une opposition de façade. La durée du mandat présidentiel, à compter de cette élection, est de cinq ans et non plus sept.                                                     | La coalition menée par son parti conserve dans le même temps sa large majorité des sièges à la Chambre des députés. |
| 15 juillet | Syrie       | Législatives   | La Syrie est une dictature. Tous les partis politiques autorisés sont membres du Front national progressiste et subordonnés à l'autorité du parti Baas. Il leur est interdit de critiquer le gouvernement. En raison de la guerre civile syrienne, le gouvernement ne contrôle qu'une partie du territoire national ; dans les parties tenues par les diverses forces d'opposition, les élections ne peuvent se tenir. | Les citoyens étant appelés à choisir entre plusieurs listes qui contiennent chacune au moins deux tiers de candidats du parti Baas, celui-ci conserve mécaniquement une majorité écrasante des sièges. Mohammad Ghazi al-Jalali (parti Baas) devient Premier ministre. La guerre civile aboutit toutefois à la chute du régime Assad en décembre. |
| 28 juillet | Venezuela   | Présidentielle | Le Venezuela est un régime autoritaire ; la campagne électorale des candidats d'opposition est restreinte de diverses manières par le gouvernement. | Le président Nicolás Maduro (Parti socialiste unifié : gauche socialiste et populiste) est déclaré réélu avec 51,2 % des voix face à ses dix adversaires dont notamment Edmundo González Urrutia (indépendant ; 44,2 %). Le gouvernement ayant refusé la présence d'observateurs électoraux indépendants, neuf États d'Amérique latine demandent un réexamen des résultats en présence d'observateurs étrangers. |

### Août
| Date          | Pays     | Élections                  | Contexte | Résultats |
| ------------- | -------- | -------------------------- | --- | --- |
| 14 et 19 août | Kiribati | Législatives               | | Beaucoup de députés élus indépendants s'étant joints après leur élection à la majorité parlementaire, le parti Tobwaan Kiribati, du président Taneti Maamau, dispose de près des trois quarts des sièges.    |
| 31 août       | Niue     | Référendum constitutionnel | Les projets d'amendement concernent le changement en Premier ministre de l'intitulé du poste de chef de gouvernement, l'augmentation de quatre à six du total de ministres composant le gouvernement, l'allongement de trois à quatre ans de la durée du mandat du Parlement, ainsi que la désignation explicite du Bureau du Contrôleur général de Nouvelle-Zélande comme celui chargé des audits sur Niue. | Les propositions d'augmentation de la taille du gouvernement et d'extension de la durée de la législature sont rejetées à plus de deux tiers des voix. Les deux autres propositions sont, elles, approuvées. |

### Septembre
| Date            | Pays          | Élections      | Contexte | Résultats |
| --------------- | ------------- | -------------- | --- | --- |
| 1er septembre   | Azerbaïdjan   | Législatives   | Anticipées de deux mois. L'Azerbaïdjan n'est généralement pas considéré comme une démocratie ; c'est un régime autoritaire, où les défenseurs des droits de l'homme sont emprisonnés et où les autorités organisent des bourrages d'urnes au moment des élections. | Le Parti du nouvel Azerbaïdjan (droite autoritaire, conservatrice, nationaliste et étatiste) conserve la majorité absolue des sièges. |
| 7 septembre     | Algérie       | Présidentielle | Les défenseurs des droits de l'homme et les journalistes indépendants sont poursuivis par les autorités, dans un contexte de répression accrue de la liberté d'expression et d'association et de l'indépendance des médias.                                        | Le président Abdelmadjid Tebboune (sans étiquette, soutenu notamment par le FLN : troisième voie, attrape-tout) est déclaré réélu avec 84,7 % des voix face aux deux autres candidats autorisés. |
| 10 septembre    | Jordanie      | Législatives   | La Jordanie tolère la diversité politique mais les pouvoirs de la Chambre des représentants sont limités, provoquant l'apathie de la population et un très faible taux de participation aux élections.                                                             | Parlement sans majorité. Le Front islamique d'action (Frères musulmans : droite conservatrice islamiste) progresse et arrive en tête, mais avec moins d'un quart des sièges et avec un taux de participation de seulement 32 %. |
| 20-21 septembre | Tchéquie      | Sénatoriales   | Renouvèlement par tiers. Premier tour. | ANO 2011 (attrape-tout, populiste libéral-conservateur) arrive en tête avec 28,3 % des voix face à la coalition SPOLU (centre droit, libéral-conservateur) du Premier ministre Petr Fiala avec 27,3 %. |
| 21 septembre    | Sri Lanka     | Présidentielle | | Alternance. Le président sortant Ranil Wickremesinghe (Parti national uni : centre-droit conservateur, libéral en économie) est battu, terminant troisième des trente-neuf candidats avec 17,3 % des voix. Aucun candidat n'ayant la majorité absolue des suffrages, il est procédé pour la première fois de l'histoire à un décompte des préférences des électeurs, le scrutin ayant utilisé le système du vote alternatif. Avec initialement 42,3 % des voix, l'ancien guérillero Anura Kumara Dissanayaka (Front de libération populaire : gauche radicale parlementariste et réformiste) est ainsi élu au décompte final avec 55,9 % des voix, grâce à une campagne axée sur le coût de la vie et la lutte contre la corruption. Il devance le chef sortant de l'opposition Sajith Premadasa (Pouvoir du peuple uni : centriste progressiste, attrape-tout ; 44,1 % au décompte final). Il nomme Harini Amarasuriya Première ministre et convoque des élections législatives anticipées pour le 14 novembre. |
| 22 septembre    | Liechtenstein | Référendum     | Porte sur l'adhésion au Fonds monétaire international | La proposition est approuvée par 55,8 % des votants. |
| 22 septembre    | Suisse        | Référendums    | Deux référendums sont soumis à la votation. | Les deux objets soumis à la votations sont largement rejetés. |
| 27-28 septembre | Tchéquie      | Sénatoriales   | Renouvèlement par tiers. Second tour. | ANO 2011 (attrape-tout, populiste libéral-conservateur) remporte les élections sénatoriales pour la première fois de son histoire avec 40,3 % des voix. La coalition SPOLU (centre droit, libéral-conservateur) conserve sa majorité relative au Sénat, malgré une légère perte de sièges. |
| 29 septembre    | Autriche      | Législatives   | | Parlement sans majorité. Le gouvernement de coalition du Parti populaire (droite démocrate-chrétienne et libéral-conservatrice) et des Verts (centre-gauche écologiste) perd sa majorité absolue. Le Parti de la liberté (extrême-droite national-conservatrice, populiste et pro-russe) arrive en tête avec près d'un tiers des sièges. Le 3 mars 2025, Christian Stocker devient Premier ministre dans un gouvernement de coalition avec le Parti social-démocrate (centre gauche social-démocrate) et NEOS (centre libéral). |

### Octobre

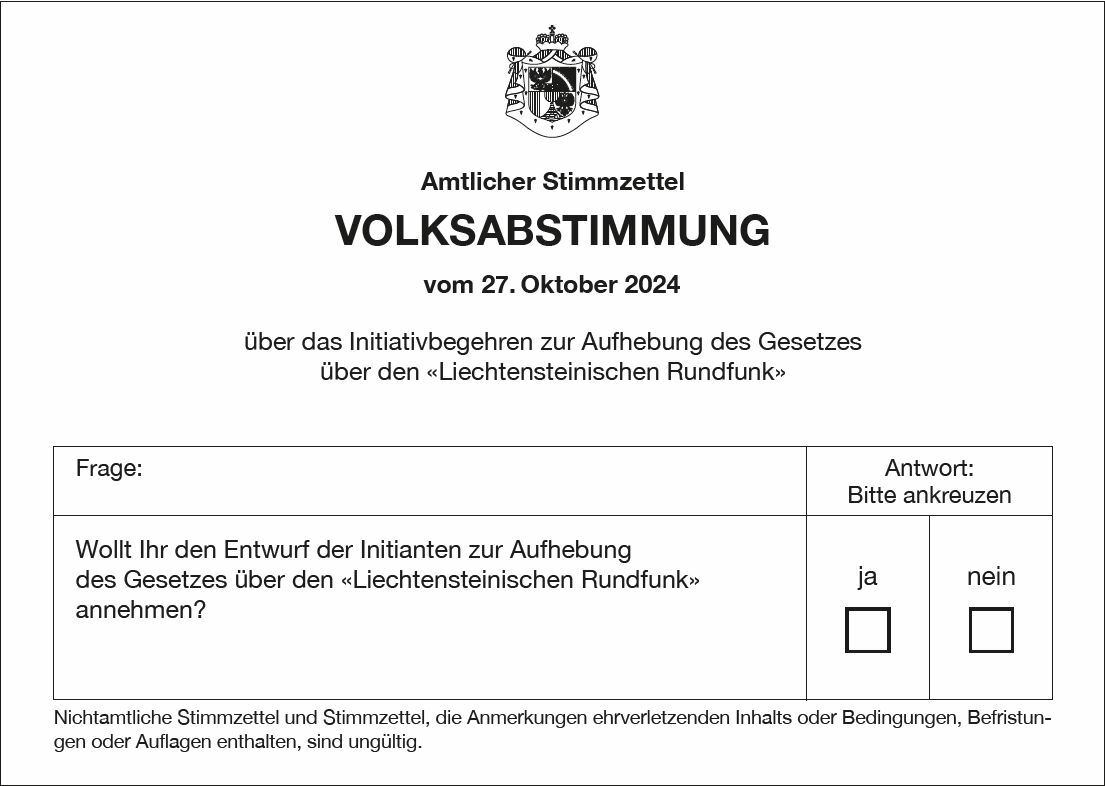
Bulletin de vote pour le référendum au Liechtenstein en octobre.

| Date             | Pays          | Élections                  | Contexte | Résultats |
| ---------------- | ------------- | -------------------------- | --- | --- |
| 6 octobre        | Kazakhstan    | Référendum                 | Porte sur la construction d'une centrale nucléaire. Dans cet État autoritaire, les partisans du « non » ne peuvent pas faire campagne. | La proposition est approuvée par 73,1 % des votants. |
| 6 octobre        | Tunisie       | Présidentielle             | Première élection présidentielle après la saisie des pleins pouvoirs par le président Kaïs Saïed et son introduction d'une nouvelle Constitution qui réduit les pouvoirs du Parlement et accroît ceux du président, tout en abrogeant de fait du pouvoir judiciaire indépendant. Il s'ensuit une longue période de répression des oppositions et de restriction des libertés. | Le président Kaïs Saïed (sans étiquette : droite conservatrice et autoritaire) est réélu avec 90,69 % des suffrages exprimés, mais un taux de participation de seulement 27,7 %. |
| 7 octobre        | Éthiopie      | Présidentielle             | Suffrage indirect. | La présidente sortante Sahle-Work Zewde ne se représente pas, ouvrant la voix à l'élection à l'unanimité du ministre des affaires étrangères, Taye Atske Sélassié. |
| 9 octobre        | Mozambique    | Présidentielle             | La Constitution limitant à deux le nombre de mandats présidentiels, le président Filipe Nyusi (FRELIMO) n'est pas candidat. Des fraudes électorales sont organisées en faveur du Front de libération du Mozambique (FRELIMO), au pouvoir depuis l'indépendance du pays. | Daniel Chapo (FRELIMO : gauche) est déclaré élu président avec 70,7 % des voix face aux trois autres candidats dont notamment Venâncio Mondlane (droite sans étiquette, populiste, conservatrice, libérale en économie : 20,3 %). |
| 9 octobre        | Mozambique    | Législatives               | La Constitution limitant à deux le nombre de mandats présidentiels, le président Filipe Nyusi (FRELIMO) n'est pas candidat. Des fraudes électorales sont organisées en faveur du Front de libération du Mozambique (FRELIMO), au pouvoir depuis l'indépendance du pays. | Le FRELIMO conserve sa majorité absolue des sièges au Parlement. |
| 20 octobre       | Moldavie      | Présidentielle             | 1er tour de la présidentielle. La Russie mène une vaste campagne de corruption électorale, versant d'importantes sommes d'argent à entre 5 et 10 % des électeurs moldaves pour qu'ils votent pour des candidats pro-russes et contre le projet d'amendement constitutionnel. | La présidente sortante Maia Sandu du Parti action et solidarité (centre-droit, libéral et pro-européen) arrive en tête du premier tour avec 42,45 % des voix. Elle affrontera le candidat du PSRM Alexandr Stoianoglo (gauche socialiste, populiste, nationaliste et conservatrice, pro-russe), arrivé deuxième avec 25,98 %, lors d'un second tour organisé le 3 novembre.                                                                       |
| 20 octobre       | Moldavie      | Référendum constitutionnel | Les citoyens sont appelés à se prononcer pour ou contre une inscription dans la constitution de l'objectif d'adhésion du pays à l'Union européenne. | La proposition d'inscription dans la constitution d'un objectif d'adhésion du pays à l'Union européenne est approuvée par 50,4 % des votants. |
| 25 octobre       | Kiribati      | Présidentielle             | Les candidats à l'élection présidentielle étant choisis par et parmi les députés, la majorité parlementaire interdit la candidature de la cheffe de l'opposition, Tessie Lambourne, et sélectionne trois « candidats fantoches (en) » pour concourir avec le président sortant et chef de la majorité, Taneti Maamau. Tous les candidats sont membres du parti présidentiel, rendant impossible pour les citoyens de voter pour l'opposition, et rendant impossible une alternance. | Le président Taneti Maamau (Tobwaan Kiribati Party) est réélu avec 53,70 % des voix pour un troisième et dernier mandat. |
| 26 octobre       | Géorgie       | Législatives               | Transparency International dénonce des fraudes électorales systématiques et généralisées, tandis que d'autres organisations de protection des droits de l'homme soulignent une campagne d'intimidation à l'encontre des partis et des électeurs d'opposition. | Le parti Rêve géorgien (droite populiste, conservatrice, libérale en économie, russophile), au pouvoir, conserve sa majorité absolue des sièges. |
| 13 et 27 octobre | Lituanie      | Législatives               | 2d tour | Parlement sans majorité. Le gouvernement de coalition mené par la Première ministre Ingrida Šimonytė (Union de la patrie - Chrétiens-démocrates : centre-droit conservateur) perd sa majorité absolue des sièges. Le Parti social-démocrate progresse très fortement et arrive en tête avec plus d'un tiers des sièges. Gintautas Paluckas est nommé Premier ministre d'un gouvernement de coalition des deux principaux partis de centre-gauche. |
| 27 octobre       | Uruguay       | Présidentielle             | 1er tour de la présidentielle. Le président sortant Luis Lacalle Pou (Parti national) n'est pas candidat à sa réélection, la constitution interdisant les mandats présidentiels consécutifs. | Yamandú Orsi du Front large (gauche social-démocrate et progressiste) arrive en tête du premier tour avec 43,9 % des voix. Il affrontera le candidat du Parti national Álvaro Delgado Ceretta (droite national-conservatrice, libérale en économie) arrivé deuxième avec 27,8%, lors d'un second tour organisé le 24 novembre. |
| 27 octobre       | Uruguay       | Législatives               | Tour unique des législatives. | Le Front large conserve sa majorité relative des sièges à la Chambre des représentants et remporte une courte majorité absolue des sièges au Sénat. |
| 27 octobre       | Uruguay       | Référendum constitutionnel | | Les deux amendements constitutionnels proposés par référendum sont largement rejetés. |
| 27 octobre       | Japon         | Législatives               | À la suite de la dissolution de la Chambre des représentants. | Parlement sans majorité. Le Parti libéral-démocrate (droite national-conservatrice et néo-libérale) perd sa majorité absolue des sièges, tout en demeurant la première force au Parlement. Le Parti démocrate constitutionnel (centre-gauche social-libéral) progresse nettement. Le Premier ministre Shigeru Ishiba est reconduit à la tête d'un gouvernement minoritaire.                                                                       |
| 27 octobre       | Bulgarie      | Législatives               | Élections anticipées, les précédentes en juin n'ayant pas permis la formation d'un gouvernement. | Parlement sans majorité. La coalition GERB-SDS (centre-droit conservateur) demeure la première force au Parlement avec plus d'un quart des sièges. Le 16 janvier 2025 Rossen Jeliazkov (GERB) devient Premier ministre dans un gouvernement de coalition avec le BSP (centre-gauche, social-démocrate) et Il y a un tel peuple (centre-droit à extrême droite populiste).                                                                         |
| 27 octobre       | Ouzbékistan   | Législatives Sénatoriales  | L'Ouzbékistan est un régime autoritaire, et l'OSCE ne considère pas ses élections comme démocratiques. | Le Parti libéral-démocrate (autoritaire, conservateur, libéral en économie, laïc) conserve sa majorité relative avec quelque 40 % des sièges ; les autres partis autorisés lui sont toutefois soumis, et il n'existe aucun parti d'opposition. |
| 27 octobre       | Liechtenstein | Référendum                 | Porte sur la privatisation de Radio Liechtenstein | La proposition est approuvée par 55,4 % des votants. |
| 30 octobre       | Botswana      | Législatives               | | Alternance. Le Parti démocrate (droite sociale), au pouvoir depuis l'indépendance du pays en 1966, subit une défaite historique, perdant la plupart de ses sièges. La Coalition pour un changement démocratique (centre-gauche social-démocrate) remporte une courte majorité absolue des sièges. Duma Boko (CCD) devient ainsi automatiquement président de la République.                                                                       |
| 31 octobre       | Fidji         | Présidentielle             | Scrutin indirect. | Naiqama Lalabalavu (Alliance populaire, centre droit) est élu président par le Parlement avec 37 voix. |

### Novembre
| Date        | Pays       | Élections                  | Contexte | Résultats |
| ----------- | ---------- | -------------------------- | --- | --- |
| 3 novembre  | Moldavie   | Présidentielle             | 2d tour. L'élection est affectée par l'achat de voix par la Russie, qui transfère d'importantes sommes d'argent à des électeurs pour favoriser des candidats pro-russes.                                                            | La présidente Maia Sandu (Parti action et solidarité : centre-droit social-libéral, progressiste, pro-Union européenne) est réélue avec 55,4 % des voix face à Alexandr Stoianoglo (Parti des socialistes : gauche ethno-nationaliste, conservatrice, pro-russe). |
| 5 novembre  | États-Unis | Présidentielle             | Le président sortant Joe Biden (Parti démocrate) ne se représente pas, après un unique mandat. | Alternance. Donald Trump (Parti républicain : droite populiste, nationaliste et conservatrice), l'auteur d'une tentative de coup d'État en 2021, est élu président avec 50,6 % des suffrages populaires et 58,0 % des voix des grands électeurs, devant notamment Kamala Harris (Parti démocrate : centre-gauche social-libéral et progressiste ; 47,9 % des suffrages et 42,0 % des grands électeurs). |
| 5 novembre  | États-Unis | Législatives Sénatoriales  | Renouvellement d'un tiers du Sénat. | Le Parti républicain remporte la majorité absolue des sièges au Sénat, où il disposait de la majorité relative dans la législature sortante. Il recule à la Chambre des représentants mais y conserve une très courte majorité absolue des sièges. |
| 5 novembre  | Palaos     | Présidentielle             | Il n'y a pas de partis politiques aux Palaos, démocratie non partisane. | Le président sortant Surangel Whipps Jr est réélu pour un second et dernier mandat consécutif avec 58,1 % des voix face à l'ancien président Tommy Remengesau (41,8 %). |
| 5 novembre  | Palaos     | Parlementaires             | Il n'y a pas de partis politiques aux Palaos, démocratie non partisane. | Au Congrès, plus de la moitié des sortants sont réélus. |
| 5 novembre  | Qatar      | Référendum constitutionnel | Porte sur une révision de la Constitution abandonnant notamment l'organisation d'élections législatives. | Les votants approuvent à 90,6 % la fin d'élections pour le Conseil consultatif, et le renforcement des pouvoirs de l'émir comme monarque absolu. |
| 10 novembre | Maurice    | Législatives               | | Alternance. Frappée par une scandale d'écoutes téléphoniques, l'Alliance Lepep menée par le Mouvement socialiste militant (centre-gauche) du Premier ministre Pravind Jugnauth, perd presque tous ses sièges. L'Alliance du changement menée par le Parti travailliste (centre-gauche) remporte une majorité écrasante des sièges. Navin Ramgoolam (travailliste) devient Premier ministre. |
| 13 novembre | Somaliland | Présidentielle             | État non reconnu par la communauté internationale depuis son indépendance unilatérale de la Somalie en 1991. | Alternance. Le président Muse Bihi Abdi (Kulmiye : centre-droit social-libéral ; 35,3 %), candidat à un second mandat, est battu par Abdirahman Mohamed Abdullahi (Waddani : droite islamique, nationaliste et social-démocrate ; 64,0 %). |
| 14 novembre | Sri Lanka  | Législatives               | Anticipées. | Alternance. Dans un contexte de crise économique et sociale, de chômage et de pauvreté en très forte hausse, le Front de libération populaire (gauche radicale parlementariste et réformiste), le parti du nouveau président Anura Kumara Dissanayaka élu en septembre, remporte avec ses alliés du Pouvoir populaire national (alliance de partis de gauche) une majorité des deux tiers des sièges. Le Front populaire (droite ultra-nationaliste cingalaise et bouddhiste), majoritaire lors de la législature sortante, perd presque tous ses sièges.                                                                                     |
| 16 novembre | Gabon      | Référendum constitutionnel | Porte sur l'adoption d'une nouvelle Constitution. Elle limite à deux le nombre de mandats présidentiels. Le scrutin est organisé directement par le régime militaire issu du coup d'État de 2023, pas par la commission électorale. | La nouvelle Constitution est approuvée par 91,9 % des votants. |
| 17 novembre | Sénégal    | Législatives               | Anticipées. | Alternance. Le parti PASTEF (socialiste, populiste, antilibéral), parti du président Bassirou Diomaye Faye, remporte les trois quarts des sièges. La coalition Takku Wallu Sénégal (centre-droit, libéralisme économique), majoritaire au parlement sortant, perd la plupart de ses sièges. |
| 24 novembre | Roumanie   | Présidentielle             | 1er tour | Călin Georgescu (indépendant, nationaliste, russophile et eurosceptique) et Elena Lasconi (USR, libérale et europhile) se qualifient pour le second tour. Pour la première fois depuis 1990, les candidats du Parti social-démocrate (PSD) et du Parti national libéral (PNL) en sont exclus. Des soupçons de manipulation de l'élection via le réseau social TikTok au profit de Călin Georgescu, candidat inconnu ayant principalement utilisé cette plateforme, marquent l'entre-deux tours. Le 6 décembre suivant, le processus électoral est annulé par la Cour constitutionnelle.                                                       |
| 24 novembre | Uruguay    | Présidentielle             | 2d tour | Alternance. Yamandú Orsi (Front large : coalition de partis de centre-gauche et de gauche) est élu avec 52,1 % des voix face à Álvaro Delgado Ceretta (Parti national : droite national-conservatrice, libérale en économie). |
| 24 novembre | Suisse     | Référendums                | Un ou plusieurs référendums sont soumis à la votation. | Sur les quatre objets soumis à la votations, trois sont rejetés et un est accepté. |
| 27 novembre | Namibie    | Présidentielle             | Le président Hage Geingob (SWAPO), dont le second et dernier mandat devait s'achever en mars 2025, est mort en février à l'âge de 82 ans.                                                                                           | Netumbo Nandi-Ndaitwah (SWAPO : centre-gauche social-démocrate) est élue dès le premier tour avec 58,0 % des voix dans un scrutin marqué par des problèmes d'organisations majeurs. Elle devient la première femme présidente du pays. |
| 27 novembre | Namibie    | Législatives               | | La SWAPO perd sa majorité absolue à l'Assemblée nationale, acquise depuis l'indépendance en 1990 ; il manque au parti deux sièges pour avoir la majorité absolue. |
| 29 novembre | Irlande    | Législatives               | | Parlement sans majorité. Le Fianna Fáil (centre-droit conservateur, chrétien-démocrate), membre de la coalition au pouvoir, progresse et demeure le premier parti au Parlement, avec toutefois moins d'un tiers des sièges. Le Sinn Féin (gauche nationaliste, socialiste et progressiste, historiquement lié aux terroristes du PIRA) est deuxième, avec un siège d'avance sur le Fine Gael (centre-droit libéral-conservateur) du Premier ministre Simon Harris. Le 23 janvier 2025, Micheál Martin (Fianna Fáil) devient Premier ministre à la tête d'un gouvernement de coalition avec le Fine Gael et de plusieurs députés indépendants. |
| 30 novembre | Islande    | Législatives               | Anticipées. | Parlement sans majorité. Le Parti de l'indépendance (droite conservatrice, libérale en économie) perd sa majorité relative des sièges au profit de l'Alliance (centre-gauche social-démocrate), qui obtient un quart des sièges. Le 21 décembre, Kristrún Frostadóttir devient Première ministre. |

### Décembre
| Date         | Pays          | Élections      | Contexte | Résultats |
| ------------ | ------------- | -------------- | --- | --- |
| 1er décembre | Roumanie      | Parlementaires | | Parlement sans majorité. Le Parti social-démocrate (droite national-conservatrice et populiste) demeure le premier parti mais recule, avec environ un quart des sièges dans les deux chambres. |
| 1er décembre | Liechtenstein | Référendum     | Porte sur le régime de retraite des entreprises de l'État. | La proposition est approuvée par 52,65 % des votants. |
| 6 décembre   | Maurice       | Présidentielle | Suffrage indirect | Dharam Gokhool (Parti travailliste mauricien : centre gauche social-démocrate) est élu à l'unanimité des députés de l'Assemblée nationale. |
| 7 décembre   | Ghana         | Présidentielle | Le président sortant Nana Akufo-Addo (Nouveau Parti patriotique) n'est pas rééligible, la constitution limitant les présidents à un maximum de deux mandats successifs.              | Alternance. John Mahama (Congrès démocrate national : centre-gauche social-démocrate) est élu avec 58,3 % face aux douze autres candidats dont notamment Mahamudu Bawumia (Nouveau Parti patriotique : centre-droit libéral-conservateur ; 41,0 %).                                                                                                 |
| 7 décembre   | Ghana         | Législatives   | | Le Congrès démocrate national remporte dans le même temps une large majorité absolue des sièges au Parlement, où le NPP perd près de la moitié de ses sièges. |
| 11 décembre  | Suisse        | Présidentielle | Scrutin indirect. | Karin Keller-Sutter est élue présidente de la Confédération pour l'année 2025. |
| 14 décembre  | Géorgie       | Présidentielle | Scrutin indirect. En raison d'un boycott électoral par les partis d'opposition, seul le candidat du Pouvoir au peuple soutenu par le Rêve géorgien Mikhaïl Kavelachvili se présente. | Mikhaïl Kavelachvili est élu à l'unanimité par le collège électoral dans un scrutin boycotté par l'opposition. |
| 29 décembre  | Croatie       | Présidentielle | 1er tour. Le président sortant Zoran Milanović est candidat à sa réélection pour un second mandat.                                                                                   | Le président sortant Zoran Milanović du Parti social-démocrate (centre gauche, social-démocrate) manque de peu sa réélection au premier tour avec 49,7 % des voix. Il affrontera le candidat de l'Union démocratique croate Dragan Primorac (droite, conservateur), arrivé deuxième avec 19,6 %, lors d'un second tour organisé le 12 janvier 2025. |
| 29 décembre  | Tchad         | Législatives   | | Le Mouvement patriotique du salut (attrape-tout, nationaliste), parti du président Mahamat Idriss Déby, remporte la majorité absolue dans un scrutin boycotté par une partie de l'opposition et entaché de fraude électorale. |